# Caladenia hastata
Caladenia hastata är en orkidéart som först beskrevs av William Henry Nicholls, och fick sitt nu gällande namn av Herman Montague Rucker Rupp. Caladenia hastata ingår i släktet Caladenia och familjen orkidéer. Inga underarter finns listade i Catalogue of Life.